# Preise im Mittelalter
Die Preise von Gütern und Dienstleistungen im Mittelalter sind sehr breit gefächert und auch nur sporadisch überliefert. Durch eine hohe Zahl an Münzen und Zahlungseinheiten (siehe hierzu: Münze#Das Mittelalter) wird ihre Kategorisierung zusätzlich erschwert.

## Problematik
Im Frankenreich wurden über den Zeitraum des Mittelalters hinweg sehr viele unterschiedliche Münzformen sowie -werte geprägt und verwendet, die wieder verschwanden. Gewichte, Maße, Münzen und Preise waren von Land zu Land, von Region zu Region und von Stadt zu Stadt unterschiedlich und ein Reisender oder überregional tätiger Kaufmann musste ständig die Landeswährungen umrechnen. Zudem waren Preise und Löhne Schwankungen unterworfen, die auf Produktionsschwierigkeiten in der Landwirtschaft aufgrund von Wetter und anderen Einflüssen oder auch auf politischer Grundlage beruhten. Ereignisse wie Kriege, Hungersnöte und Epidemien beeinflussten die Preisschwankungen stark. Viel mehr als heute war der mittelalterliche Mensch dem Rhythmus der Jahreszeiten und der Ernteperioden unterworfen. Durch unterschiedliche Preisregulierungsmaßnahmen wurde von der Obrigkeit hauptsächlich in der Stadt, stellenweise aber auch ausgeweitet auf das Land Einfluss genommen, um Preise entsprechend den Umständen zu regulieren. Dies geschah auch in Bezug auf die Löhne, welche exemplarisch zur besseren Vergleichbarkeit des Geldwertes und der Kaufkraft zeitlich entsprechend mit aufgeführt, aber auch als Preise für Dienstleistungen anzusehen sind. Zudem ist eine exemplarische Bearbeitung der einzelnen Preise zur besseren Veranschaulichung der Lage vonnöten.

## Entwicklung im 12.–16. Jahrhundert

### 12. Jahrhundert
Durch eine schlechte Erntelage der Jahre 1150 und 1151 stieg der Getreidepreis massiv an. In Sachsen, Flandern, im Gebiet des Oberrheins und aus Lothringen und angrenzenden Teilen Frankreichs und aus Süddeutschland sind Berichte zu finden, welche eine Hungersnot mit überregionalem Ausmaß annehmen lassen. Es ist ein Preis von 60 Solidi für ein Malter Weizen verzeichnet, welcher geradezu unbezahlbar ist. Durch eine fehlende Normalbasis ist eine prozentuale Steigerung nicht feststellbar, doch aus späteren ähnlichen Situationen ist abzulesen, dass ein Preisanstieg von 400 – 500 % nichts Außergewöhnliches war.

### 13. Jahrhundert
Zwischen Stadt und Land gab es eine recht unterschiedliche Angebotslage, was sich auch auf die Preise auswirkte. So waren Stadtmieten stellenweise jährlich, aber vereinzelt auch monatlich fällig, im Gegensatz zum einmal jährlich zu bezahlenden Pachtzins der Bauern. In der Stadt wurde Brot als Laib und daher häufiger ge- und verkauft, während Bauern ihr Getreide scheffelweise erstanden oder verkauften und daher nur einmal im Jahr Bedarf hatten. Zudem kauften Städter Fleisch pfundweise, Bauern aber ganze Schlachttiere. Daher verbrauchte der Stadtbewohner sein Geld das ganze Jahr über in vielen kleinen Beträgen, der Landbewohner aber seltener, dafür aber in größeren Mengen.

Im Rahmen von Dürre und Überschwemmungen berichtet die Colmarer Chronik im Jahre 1293 explizit von Korn- und Mehlpreisen, weil ein Engpass in der Mehlversorgung eingetreten war, trotz ausreichendem Getreidevorrat. Trockenheit und daraus resultierender Wassermangel legten die Wassermühlen lahm, die für die Mehlproduktion zuständig waren. Es folgte ein Anstieg der Brotpreise, der vor allem den ärmeren Teil der Bevölkerung zur Selbsthilfe veranlasste, indem Mehl mit Hilfe von Mörsern oder Gewürzmühlen selbst hergestellt wurde.

1256 erließ Herzog Heinrich von Niederbayern für die Dauer eines Jahres eine Markt- und Gewerbeordnung in Landshut, welche neben Bußgeldern bei einem Verstoß auch die Preise diverser Waren festlegte. Es ist dort angegeben, dass 2 ½ Pfund von Ochsenfleisch und allem anderen Fleisch 1 Denarius kosten darf, Ziegenfleisch allerdings je 1 Denar pro 3 Pfund. Für 2 gewöhnliche, gebackene Brote war ein Preis von 1 Denar festgesetzt. Ebenso durfte 1 Eimer Römerwein nicht für mehr als 5 Schilling verkauft werden, während Fremde für das gleiche Maß ½ Pfennig und 10 Denare bezahlten. Der beste Frankenwein hatte einen Preis von 75 Denaren, mittelmäßiger kostete 55 Denare. Zudem sollten Schuhmacher Sohlen und Absätze zu einem Preis von 1 Denar anfertigen, Absätze für 1 Obolus.

### 14. Jahrhundert
Löhne und Preise in den Städten stiegen in diesem Jahrhundert an und es entstand eine verstärkte Migration vom Land in die Stadt, wo ein Mangel an Arbeitskräften herrschte. Durch eine vermehrte Produktion von Nahrungsmitteln der Bauern für die Stadtbevölkerung kam es zu einem Preisverfall und daraus resultierend wieder zu einer Landflucht.

Im Rahmen der Gründung eines Münzvereins durch die Kurfürsten von Köln, Mainz und Trier sowie dem Pfalzgraf bei Rhein wurde der Rheinische Gulden geprägt, welcher sich zu einer Art Leitwährung im Reich entwickelte.

Vor der Umstellung zum Rheinischen Gulden galt für Köln um 1300 folgendes Währungssystem:
- 1 Mark = 16 Schilling = 48 Witten  = 96 Blaffert = 192 Pfennige

Ein Pfund Butter kostete in der Stadt um diesen Zeitraum herum 24 Pfennige, ebenso 1 Pfund Reis, Lachse oder Karpfen. 100 Eier hatten einen Gegenwert von 132 Pfennigen (= 11 Schilling), 100 Äpfel dagegen kosteten nur 72 Pfennige (= 6 Schilling). 84 Pfennige (= 7 Schilling) war der Preis für 1 Paar Schuhe.
In Hamburg und Lübeck ist 1 Pfund Butter für 4 Pfennige zu erwerben, 100 kg Weizen oder 100 kg Roggen kosteten 6 Schillinge, 100 kg Hafer dagegen nur 4 Schillinge. 1 Paar Schuhe hatte einen Wert von 3 Schillingen, während ein Paar Stiefel mit 11 Schillingen Gegenwert weitaus teurer war. Als Luxusgut kann man sicherlich das Wirtschaftspferd bezeichnen, welches dem Händler 8 Mark einbrachte. Ein Ochse kostete dagegen 4 Mark und ein Schwein mit ca. 25 kg 15 Schillinge.
In Bamberg dagegen wurde wie folgt umgerechnet:
- 1 Gulden = 20 Schillinge = 120 Pfennige = 240 Heller

So ist unter den Zimmerleuten, Steinmetzen, Dachdeckern und Maurern als täglicher Lohn für 1328 für einen Meister ein Lohn von 22 Hellern (Sommer) oder 18 Hellern (Winter) überliefert. Ein Geselle dagegen verdient im Sommer 16 Heller und im Winter 14 Heller. Ein Handlanger wird mit 10 Hellern im Sommer und 8 Hellern im Winter bezahlt. Zudem konnte ein Bauherr einem Meister 2 und den anderen Handwerkern unterhalb des Meisterstandes 1 Heller Badegeld zahlen.
Mecklenburg hatte eine ähnliche Umrechnung. Für 1361 ist hier für einen Zimmermann am Tag 1 Schilling als Lohn angegeben, 1379 beträgt der Tageslohn für einen Zimmermann 1 Schilling und 1 Pfennig. Preislich lag 1304 ein Pfund Butter bei 3 Pfennigen (= 6 Heller), 15 Eier bei 1 Pfennig (= 2 Heller). 1325 kostete 1 Mantel 16 Pfennige (= 32 Heller) und 1379 1 Pfund Pfeffer 6 Schillinge (= 72 Heller).
Um 1367 wurden in Frankfurt am Main, England und Antwerpen Spitzenpreise für Getreide gezahlt. Dies lag vor allem an der schlechten Witterung im Sommer 1366, welche negativ die Ernte und damit auch die Menge des zu verkaufenden Getreides beeinflusste. Für Lübeck ist ein Preis von 5 oder gar 6 Schillingen für ein Scheffel Roggen bekannt. 1367 fiel die Ernte reichlicher aus, so dass nun die Preise stürzten. 1368 herrscht in Köln Getreideknappheit, während Mitte des Jahres in Straßburg der Preis für Roggen von 20 Schillingen nach 4 Tagen auf 7 sank. In Frankfurt am Main stiegen die Preise bis 1370 noch einmal kontinuierlich an, bevor sie bis 1373 einen starken Abfall erlitten.

Um 1380 verdiente dort ein Maurer am Tag 40 Heller (Sommer) oder 32 Heller (Winter). Ein Handlanger dagegen brachte es auf 22 Heller im Sommer und 18 Heller im Winter. Jahreszeitenunabhängig wurden Ratsherren für eine Ratssitzung entlohnt. Sie erhielten 18 Heller. Die Tagesreise eines Ratsherren wurde mit 60 Hellern entschädigt. 1 Brot dagegen war mit einem Preis von 1 – 2 Hellern zu erwerben, 1 Fisch kostete ebenfalls 1 Heller. 1 Pfund Butter hatte einen Wert von 2 Hellern, 1 Pfund Rindfleisch einen Wert von 4 Hellern. Im Vergleich dazu kostete ein ganzes Rind 2 Gulden, 1 Pferd sogar 10 Gulden. Neben Kleidung und Nahrung ist zudem der Preis für einen Meisterbrief bekannt, der um 1380 2 Gulden betrug. Zudem ist überliefert, dass ein Baugrundstück mit Abbruchhaus 172 Gulden kosten konnte.
Ulman Stromer, Nürnberger Kaufmann und erster deutscher Papierfabrikant nördlich der Alpen, berichtet von einem Preis von 1825 Gulden für ein Haus am Marktplatz. Gebäude in dieser Wohnlage galten zu diesem Zeitraum als die teuersten und angesehensten der Stadt. Er musste für die Vermittlung 16 Heller Maklergebühr bezahlen.

Handwerker und Bedienstete erhielten oftmals zu ihrem Lohn in Münzform auch eine Bezahlung in Naturalien. So ist für den Zeitraum um 1390 in Köln als Tageslohn für einen Handwerksmeister ein Lohn von 8 Schilling (= 96 Pfennige) überliefert, welcher aber mit Kost nur 48 Pfennige beträgt. Ebenso erhält ein Geselle am Tag 5 Schilling (= 60 Pfennige), mit Verpflegung aber nur 28 Pfennige. Ein Lehrling dagegen verdiente 3 Schilling (=36 Pfennige) und erhielt keinen Anteil an Kost.

Zum Vergleich der Höhe der Löhne mit Gütern des täglichen Lebens ist für den gleichen Zeitraum folgendes bekannt:

1 Pfund Reis oder Honig, aber auch 1 Pfund Hammelfleisch erhielt man zu einem Preis von 32 Pfennigen. Im Vergleich dazu war 1 Pfund Rindfleisch für 1 Schilling zu haben. 1 Karpfen dagegen kostete 8 Schillinge, ebenso 87 Eier. 1 Pfund Pfeffer hatte einen Gegenwert von 24 Schillingen, 1 Pfund Safran sogar den von 5 Gulden.
Zur Bekleidung konnte man 1 Paar Schuhe oder einen Kittel zu einem Preis von 8 Schillinge erwerben. 1 Paar Hosen kostete 28 Schillinge.
Aus der Toskana ist aus dem Jahr 1355 vom Goldschmied Bonaccorso de Vanni bekannt, dass er neben juwelenbesetzten Kruzifixen und einem Bildnis der Jungfrau Maria mit Krone auch eine juwelenbesetzte Bischofsmütze anbot, welche einen Preis von  280 Florins hatte. Das stellte zehn Jahreslöhne für einen Weber dar und immerhin noch eineinhalb Jahresgehälter für einen Ritter.

### 15. Jahrhundert
Die durchschnittlichen Getreidepreise, welche für die Jahre 1403 bis 1485 überliefert sind, zeigen auf, dass die Preise in diesem Jahrhundert nicht unaufhaltsam anstiegen, sondern sich wetterabhängig je nach Ernteergebnis und Wirtschaftslage nach oben oder unten veränderten. Besonders markant ist die Höhe des Weizenpreises 1433 und der Abfall des Preises für Weizen und Hafer 1441.
| Jahr | Roggen | Weizen | Hafer | Gerste |
| 1403 |        |        | 20,78 | -      |
| 1408 |        | -      | 27,20 | -      |
| 1433 | -      | 40,80  | -     | -      |
| 1435 | 17,37  | 20,40  | 12,01 | 17,74  |
| 1441 | -      | 9,07   | 7,01  | -      |
| 1468 | 14,65  | 20,40  | 18,01 | 13,30  |
| 1484 | 21,67  | 27,20  | 27,02 | -      |
| 1485 | 14,45  | 23,80  | 21,02 | -      |
Preisangaben in g Feinsilber
Durchschnittlich kann ab der Mitte des 15. Jahrhunderts von 60–80 Gulden als Einkünfte eines Mehrpersonenhaushalts ausgegangen werden. Ein regelmäßiges Einkommen von 50 Gulden lag über dem Durchschnitt eines unselbstständigen kleinen Handwerkers, 30 Gulden galten als ausreichend. Eine absolute Ausnahme bildeten Einkommen über 100 Gulden, während ein Einkommen bis zu diesem Betrag als Spitzenlohn galt.
Um 1405 verdiente beim Bau des Rathauses in Bremen ein Maurer oder Zimmergeselle 12–15 (Schwaren), ein Arbeitsmann 5–6 Schwaren und ein Meister 3–4 Grote.
In Hamburg und Lübeck dagegen lag 1412 der Lohn eines Bauhandwerkers bei 16 Pfennigen, 1460 sogar beim Doppelten. Um 1480 reichte das Monatseinkommen eines Tagelöhners für 1 Paar Schuhe, 1 Ellen Leinwand und 1 Arbeitsjacke aus. 2,5 Liter Roggen, 2 Pfund Kalbfleisch und 1 große Kanne Milch konnte er sich von seinem Monatslohn leisten.
Für Frankfurt am Main sind für das Jahr 1425 folgende Werte bekannt:
- Ein Zimmermann verdiente im Sommer 45 Heller, im Winter 36 Heller.
- Ein Maurer im Sommer 40 Heller und im Winter 32 Heller erhielt.
- Ein Ofenbauer oder Strohdachdecker bekam für seine Arbeit im Sommer 36 Heller und im Winter 27 Heller.
- Ein Arbeiter im Weinberg musste sich mit 10–14 Hellern zufriedengeben.

Zum Vergleich ist der Preis von 1 Brot anzuführen, welcher 1425 bei 2 Hellern lag. 1 Fisch kostete, ebenfalls wie um 1380, 1 Heller und 1 Pfund Butter lag bei 2 Hellern. 1 Pfund Rindfleisch lag bei 4 Hellern, 1 Rind dagegen kostete nun das Doppelte mit 4 Gulden und ein Pferd zwischen 20 und 24 Gulden.
Konrad von Weinsberg berichtet, dass er einen Amtmann in Begleitung eines Metzgers aussandte, um Vieh zu erwerben. Die Kosten für die Unterbringung und das Futter des Pferdes waren damals im Preis mit inbegriffen, tendenziell beliefen sich die Kosten für Pferde bei Reisegruppen auf etwa ein Drittel der Gesamtkosten. Die Rechnungsnotizen des Amtsmanns Konrad Kümpf berichten:
„Was ich an Vieh zu Nördlingen und zu Stuttgart gekauft habe: 92 Gulden um 31 Rinder zu Nördlingen gekauft. 3 ½ Gulden 7 böhmische Groschen verzehrten ich und das Pferd hin und zurück an acht Tagen, vier Tage lagen wir still zu Nördlingen. 15 böhmische Groschen zu Zoll in Nördlingen, in Ehingen, zu Ellwangen, zu Hall. 1 Gulden 1 böhmischen Groschen dem Metzger zum Lohn und einem Knecht, die mir halfen das Vieh zu kaufen und zu treiben. [Zu Stuttgart...] 77 ½ Gulden 1 Ort um 22 Stiere [...] 11 Schilling 3 Pfennige ich, der Metzger, mein Pferd verzehrt hin und zurück.“
Die Umrechnung um 1450 in Frankfurt gestaltet sich folgendermaßen:
1 Gulden = 24 Schilling Heller = 216 Heller
1 Englischer = 6 Heller
1450 legte der Frankfurter Rat für die Tagelöhne neben den genauen Zeiten von Sommer und Winter fest, dass jeder nach seiner Arbeitsleistung bezahlt werden solle. Wer seinen vollen Lohn verdient habe, der solle ihn erhalten, wer weniger leistet, solle auch mit weniger bezahlt werden. Zudem wurde bestimmt, dass Zimmerleute und Schieferdachdecker während der Sommerzeit pro Tag 5 Schilling Heller erhalten sollen ohne Kost, oder 3 ½ Schilling Heller einschließlich einer Morgensuppe, sowie einem Mittagessen und einem Vesperbrot. Ein Abendessen wurde nicht mit eingeschlossen. Während der Winterzeit sollte pro Tag mindestens 4 Schilling Heller ohne Kost bezahlt werden, oder 3 Schilling Heller mit der gleichen Verköstigung wie im Sommer. Weiter aufgelistet ist die Bezahlung der Weinbergarbeiter, welche von Februar bis Mai 18 Heller betragen sollte, von Mai bis September 20 Heller und von September bis Februar 14 Heller. Sie sollten keine Kost erhalten. Frauen und Mädchen sind explizit aufgeführt. Sie erhalten für Arbeiten wie Mist tragen, Zweige ausbrechen oder Reben lesen von Februar bis Mai 10 Heller, von Mai bis September 12 Heller und von September bis Februar wieder 10 Heller und kein Essen.

Die Preise von Nahrungsmitteln hatten sich nicht wesentlich verschoben. So kostete 1 Brot weiterhin zwischen 1 und 2 Hellern und 1 Pfund Rindfleisch 4 Heller. 1 Pfund Butter dagegen lag bei 8–10 Hellern. 1 Achtel Weizen (Frankfurter Achtel = 114,74 Liter) hatte einen Preis von 149 Hellern und 1 Achtel Roggen kostete 130 Heller. 1 Paar Schuhe konnte man mit 90 Hellern erwerben. Der Preis von 1 Maß Wein (Frankfurter Schenkmaß = 1,59 Liter) lag bei 10 ½ Hellern.
Durch eine Verlagerung der Anbaugebiete nach Norden hin wurde im 14. und 15. Jahrhundert Wein beispielsweise in Kassel, Itzehoe, Bad Wildungen, Braunschweig oder am Marburger Schlossberg angebaut. Die sehr geringe Qualität dieser Weine führte dazu, dass sie auch als Knechtsweine bezeichnet wurden, weil dies der Kreis derer war, welche die sauren Produkte trinken sollten. In oberdeutschen Städten kann ein Pro-Kopf-Konsum von 1,3 Litern Wein täglich für das 15. Jahrhundert belegt werden. Vor der Verbreitung des Bierkonsums kann dieser Wert durchaus verallgemeinert werden.
Die Anführung von Hausmieten und Hauskosten um 1450 sind nach Einkommen bzw. Berufsgruppe gliederbar. So betrug die Hausmiete eines Maurers jährlich 1,6 Gulden, während ein Bierbrauer jährlich 4 Gulden bezahlte. Ein Goldschmied hatte eine Miete von jährlich 10 Gulden zu bezahlen. Der Preis für ein einfaches kleines Haus betrug 20 bis 30 Gulden, ein Handwerkerhaus konnte mit 40 bis 100 Gulden weitaus teurer werden und der Preis für ein Patrizierhaus lag bei ca. 800 Gulden.
Die durchschnittlichen Tagelöhne von Bauhandwerksgesellen in Nürnberg für die Jahre 1445, 1464 und 1484 und die daraus errechnete Kaufkraft, aufgeschlüsselt durch Pies, stellt sich wie folgt dar:
| Jahr | Durchschnittlicher Tageslohn | Preis von 1 Simmer Korn | Arbeitstage für 1 Simmer Korn | Preis von 100 Maß Wein | Arbeitstage für 100 Maß Wein | Preis von 100 Pfund Fleisch | Arbeitstage für 100 Pfund Fleisch |
| ---- | ---------------------------- | ----------------------- | ----------------------------- | ---------------------- | ---------------------------- | --------------------------- | --------------------------------- |
| 1454 | 18,24 d                      | 510 d                   | 28,00                         | 541 d                  | 29,50                        | 216 d                       | 11,84                             |
| 1464 | 18,60 d                      | 285 d                   | 15,30                         | 700 d                  | 37,60                        | 228 d                       | 12,30                             |
| 1484 | 22,60 d                      | 552 d                   | 24,40                         | 842 d                  | 37,20                        | 320 d                       | 14,20                             |
1 Simmer = 318 l = 231 kg Roggen, 1 Maß = 1,069 L, 1 Pfund = 475 bis 480 g

### 16. Jahrhundert
Im 16. Jahrhundert kam es zu einer starken Zunahme der Preise, insbesondere der Getreidepreise. Es verteuerte sich somit das wichtigste Grundnahrungsmittel, allerdings auch mit regionalen Unterschieden. Dies ist u. a. auf örtlich unterschiedliche Ernteausfälle und die dadurch bedingten hohen Transportkosten zur Aufrechterhaltung der Versorgung der Bevölkerung zurückzuführen. Es gab ebenso einen Anstieg der Preise für Dienstleistungen, die ebenfalls regionalen Schwankungen unterlagen. Es konnte damit aber nicht der Anstieg der Lebenshaltungskosten ausgeglichen werden.

## Obrigkeitliche Preisregulierung
In dem Capitulare Missorum von Nijmegen vom März 806 und 813 in Châlons wird der Ankauf von Wein oder Getreide nach Missernten zum Zweck des Weiterverkaufs zu höheren Preisen verboten und als „turpe lucrum“ bezeichnet. Den königlichen Vasall werden Höchstpreise vorgeschrieben, die beim Verkauf von Ertragsüberschüssen beachtet werden sollten. 808 folgt eine Taxe für Pelze und Mäntel besserer und einfacherer Art.
Das Konzil zu Paris im Jahre 829 wendet sich gegen die willkürlichen Preisbestimmungen von Bischöfen und Grafen und das Edictum Pistense Karls des Kahlen von 864 versuchte die Preisregelung, die als städtische Einrichtung schon bestand, von Reichs wegen allgemein einzuführen und den Städten die Durchführung der Preisfestsetzung zu erleichtern. Dies wurde auch von Friedrich Barbarossa 1152 im Reichslandfrieden aufgenommen, welcher allen Grafen den Befehl erteilt, jährlich für jede Provinz den Zeitläufen entsprechend den Getreidepreis festzustellen. Die Wirkungsmacht dieser Anordnung ist allerdings durch fehlende Wiederholungen durch Friedrich I. selbst oder seine Nachfolger, sowie aufgrund fehlenden Überwachungsbeamten eher gering zu beurteilen.
Zwischen Ende des 11. und Beginn des  12. Jahrhunderts sind mehrere Preisregelungen bekannt, so beispielsweise in Augsburg vor 1104, in Freiburg i. Breisgau gegen Ende des 12. Jahrhunderts, vor 1164 in Schwindratsheim und Hochfelden im Elsaß, 1164 in Hagenau sowie vermutlich spätestens schon 1105 in Halberstadt und 1189 in Hamburg. Außerdem auch schon im 12. Jahrhundert u. a. in Nürnberg, München und Regensburg.
Neben der bereits oben angesprochenen Markt- und Gewerbeordnung 1256 in Landshut ist von Basel aus dem gleichen Jahr eine Festlegung der Rechte des Vitztums, des Brotmeisters und der Bäcker bekannt, welche festlegt, dass jeder Bäcker, der seine Brote zu einem andern als dem gewöhnlichen Preis verkaufen möchte, vorher die Erlaubnis des Bischofs und des Viztums einholen muss.

Am 28. Juni 1258 wurde im Rahmen des sogenannten „großen Schieds“ zwischen dem Erzbischof und der Stadt Köln ein Verbot gegenüber den Zünften ausgesprochen, den Preis der in ihr Gewerbe einschlagenden Waren beim Einkauf und beim Verkauf festzusetzen. Als Begründung wird angeführt, dass das Verhalten der Zünfte die Einkaufspreise erhöhen, die Verkaufspreise aber herabdrücken würde. Es ist daraus also zu schließen, dass die Zünfte eine ganze eigene Preispolitik verfolgten, um ihre wirtschaftliche Situation zu verbessern. Auch aus der Zeit nach dem Verbot von 1258 sind vereinzelt Zeugnisse dieses Vorgehens überliefert. So setzten beispielsweise die Gewandschneider in Köln, welche die vornehmste und mächtigste Zunft der Stadt bildeten, 1270 Mindestlöhne für Tuchschneider fest. Dies diente der Schädigung der Wollweber, welchen die Tuchweber zuarbeiteten und die im Großhandel in Konkurrenz zu den Gewandschneidern traten. Durch den Anstieg des Preises für kölnische Tuch durch die Mindestlöhne stieg auch die Nachfrage für auswärtiges Tuch, für das allein die Gewandschneider Verkaufsrecht besaßen.
Die bereits angeführte Regelung der Tagelöhne 1450 durch den Frankfurter Rat stellte eine verbindliche Festlegung der zu zahlenden Löhne dar, welche sich nach den Preisen lebensnotwendiger Güter richteten. Es ist erkennbar, dass den Auftraggebern noch Handlungsspielraum, je nach Arbeitsleistung der Handwerker, offen gelassen wird, doch der festgesetzte Mindestlohn war ein wichtiger neuer Richtwert.
Marktüberwachung und Preisregelung war auf Lebensmittelhandel konzentriert, was auf den Schwerpunkt der politischen Obrigkeit auf die Lage der arbeitenden Bevölkerung hinweist. Wichtig für die städtische Preispolitik war die Zusammensetzung des Rates, an welchen sich die Wünsche und Forderungen der Verbraucher richtete. Der Wille der Mehrheit im Rat war nach der mittelalterlichen Stadtverfassung verantwortlich und richtungsgebend für die gesamte städtische Politik. Es existierten daher, wie bereits angeführt, unterschiedlichste Regeln für einzelne Städte, welche durch die Verordnungen der Räte bestimmt waren. Je nach Einfluss der Zünfte unterschiedlichster Marktzweige ist stellenweise eine besondere Tendenz der Anordnungen zu erkennen.
In Ulm herrschte bei den Metzgern uneingeschränkter Zunftzwang und durch den Wettbewerb von außen nicht bedrängt hielt sich auch der Wettbewerb auf der Grundlage einer Zunftverordnung in Grenzen, nach der jeder Metzger bis zum folgenden Donnerstag keine andere Sorte Vieh schlachten solle, als er am letzten Samstag zum Verkauf gebracht hätte. Infolge dieser Maßnahme klagten die Verbraucher beim Rat, der diese Maßnahme zunächst genehmigt hatte, über eine Verknappung des Fleisches. 1416 sah sich der Rat genötigt, nachzugeben und eine Verordnung zu erlassen, nach der jeder Metzger jede beliebige Sorte Fleisch zu jedem Zeitpunkt schlachten und verkaufen darf. Es folgte ein Kampf der Metzger um die Abänderung des Gesetzes, was 1489 zu einer Revision mit einer anschließenden erneuten Verknappung und von den Metzgern beabsichtigten Preissteigerung führte. 1490 führte der Rat Höchstpreistaxen ein, um der Verteuerung Einhalt zu gebieten, welche von den Metzgern in der Folgezeit scharf bekämpft und häufig überschritten wurden.
Die offensichtliche Häufung der obrigkeitlichen Preisregulierungen lässt den Schluss zu, dass Wucher und Ausbeutung der Verbraucher ein Delikt war, dem durch Gesetze und Anordnungen Einhalt geboten werden musste. Zudem ist sicherlich auch in einigen Städten eine Einschränkung des zünftischen Einflusses ausschlaggebend für diverse Verordnungen gewesen. Doch auch wirtschaftliche Notsituationen wie Lebensmittelknappheit aufgrund von Witterungsverhältnissen oder Lieferschwierigkeiten führten zu einem Eingriff in die Preislage.